# Ptilinop de Nova Caledònia
El ptilinop de Nova Caledònia (Drepanoptila holosericea) és una espècie d'ocell de la família dels colúmbids (Columbidae) i única espècie del gènere Drepanoptila. Habita els boscos de Nova Caledònia i la propera Île des Pins.